# HD132219
HD132219 — подвійна зоря. 
Ця подвійна система має видиму зоряну величину в смузі V приблизно 6,3.
Вона розташована на відстані близько 350,0 світлових років від Сонця.

## Подвійна зоря
Головна зоря цієї системи належить до хімічно пекулярних зір й має спектральний клас A5.
Інша компонента має спектральний клас Зорі спектрального класу.

## Фізичні характеристики
Зоря HD132219 обертається 
досить швидко 
навколо своєї осі. Проєкція її екваторіальної швидкості на промінь зору становить Vsin(i)=107км/сек.